# بيجو 404
بيجو 404 (بالفرنسية: Peugeot 404) هي إحدى نماذج سيارة بيجو التي أنتجتها شركة بيجو الفرنسية. أُنتجت ما بين سنتي 1960-1978، وإن كان إنتاجها في كينيا استمر حتى عام 1991.
ظهر من هذا النموذج عدة أشكال، مثل السيارة الصغيرة، والسيارة العائلية الكبيرة، وسيارة نقل البضائع، وجميع هذه الأشكال تتشابه في المقدمة، ولكنها تختلف في الجزء الخلفي.

## معرض الصور

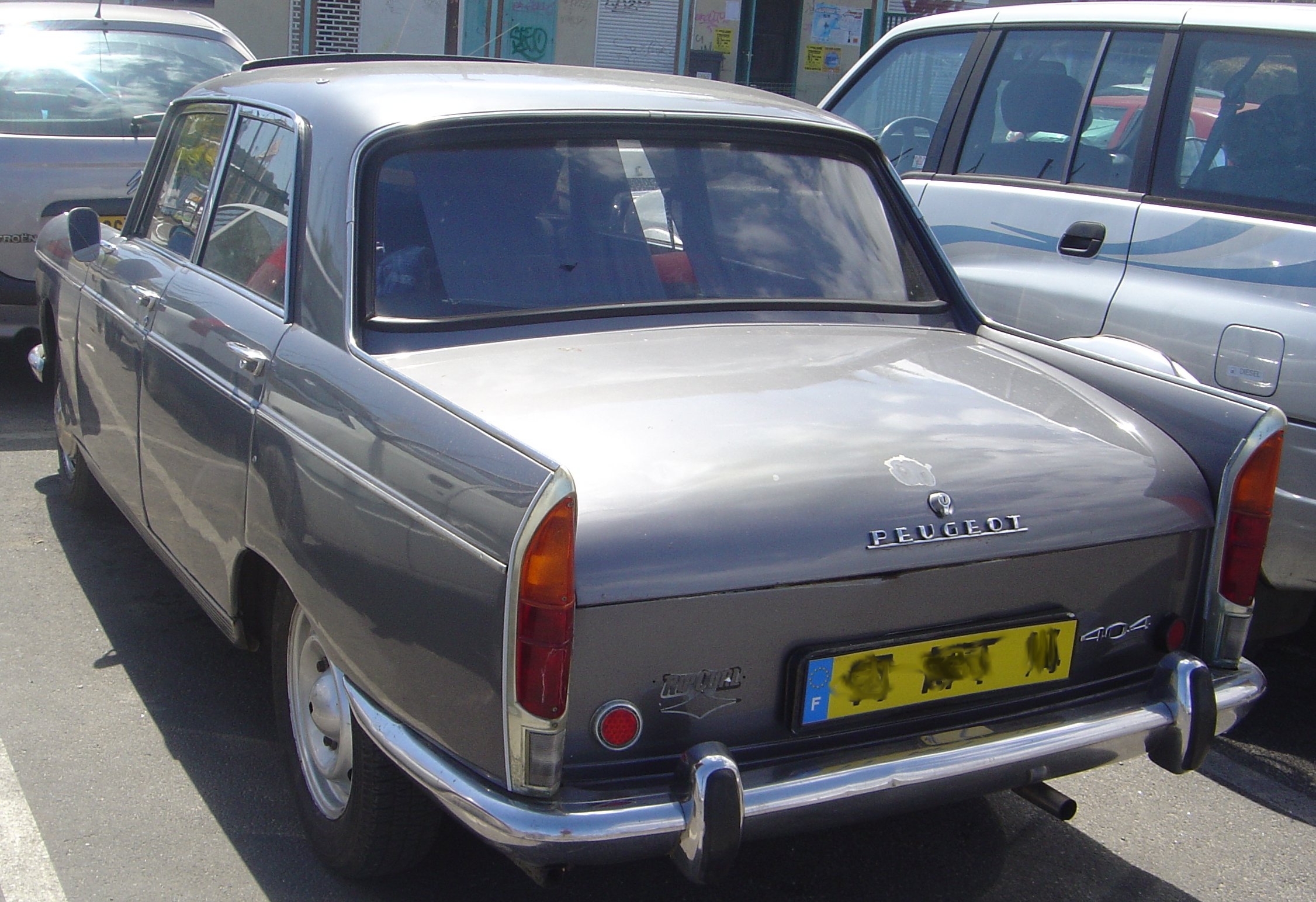
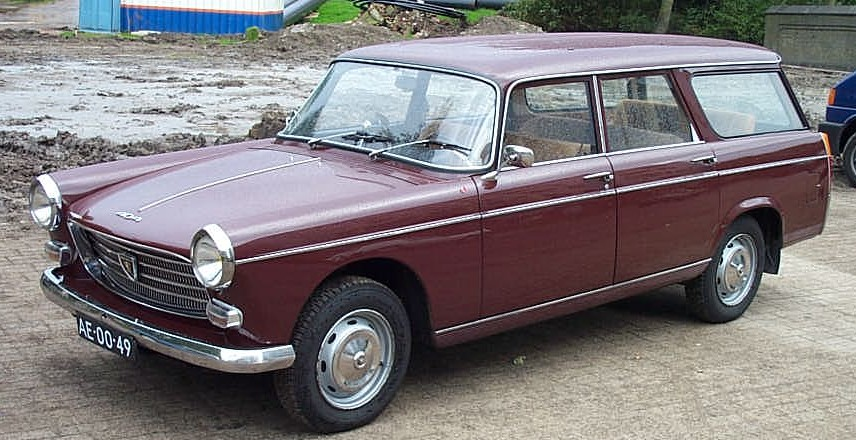
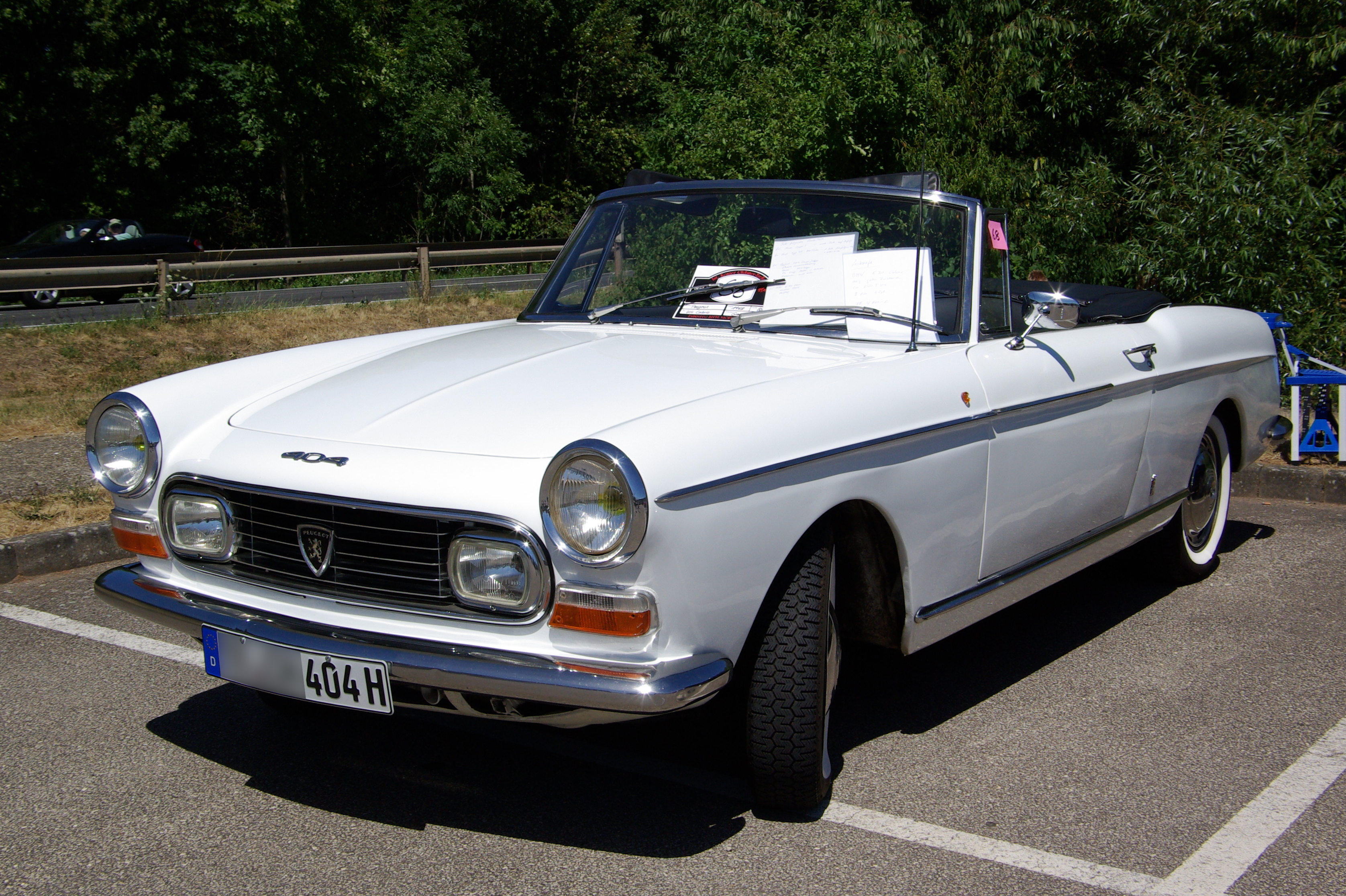

## وصلات خارجية
مجموعة مواقع متعلقة بالبيجو 404:
- Eugenio's Peugeot 404 site
- Martin Brunner's Peugeot 404 site
- le site des fanas de 404
- technical information about Peugeot 404
- Phil Seed's Virtual Car Museum - Peugeot 404

## مصدر
صفحة بيجو 404 في ويكيبيديا الإنجليزية.